# Гезер Нойєрт
Ге́зер Но́йєрт (Но́йерт; коректно На́уерт; англ. Heather Nauert, МФА (амер.) ['heðəʳ 'nauəʳt]; нар. 27 січня 1970, Рокфорд, Іллінойс, США) — американська тележурналістка. Від 24 квітня 2017 року — офіційна представниця Державного департаменту США. Була ведучою та кореспонденткою ранкової програми Fox and Friends на телеканалі Fox News Channel. Брала участь в висвітленні чотирьох президентських кампаній та інавгурацій, інформувала про події, пов'язані з терактами в Орландо, Сан-Бернардіно та Бостоні. Членкиня «Ради з міжнародних відносин». Вважається[ким?] улюбленою журналісткою президента США Дональда Трампа.

## Життєпис
Гезер Нойєрт народилася 27 січня 1970 року в Рокфорді, штат Іллінойс. Вона має німецьке, данське та англійське коріння. Її батько Пітер В. Нойєрт — правник, працював у страховому агентстві, помер у серпні 2007 року від раку. У Гезер є троє братів: Джастін, Джонатан та Джозеф.

### Освіта
Гезер Нойєрт закінчила приватний коледж для дівчат Пайн-Менор Колледж у Массачусетсі. Здобула ступінь бакалавра мистецтв у коледжі Маунт-Вернон у Вашингтоні (пізніше цей коледж увійшов до складу Вашингтонського університету та став його кампусом). Ступінь магістра з журналістики отримала у Колумбійському університеті.

### Кар'єра
Після закінчення навчання Гезер Нойєрт працювала урядовою консультанткою з податків, медичного страхування та справах, пов'язаних із соціальним захистом.
Розпочала журналістську кар'єру в 1996 році у програмі First Business.
З 1998 по 2005 роки Гезер Нойєрт працювала кореспондентом на Fox News Channel.
2005 року перейшла на ABC News, де пропрацювала два роки. Під час праці в ABC News була учасницею шоу Nightline, World News Tonight і Good Morning America. У цей же період отримала номінацію на премію «Еммі» за свою роботу над 13 Around the World.
2007 року Гезер Нойєрт повернулася на Fox News Channel, де до жовтня 2012 року була співведучою ранкових програм новин Good Day Early Call та Good Day New York Wake Up на нью-йоркському каналі WNYW, що належить компанії Fox, а потім — ведучою новин на Fox News Channel і на The Strategy Room на FoxNews.com, а також ведучою програми новин The Big Story на каналі Fox News Channel.
За оцінками Celebrity Net Worth, Гезер Нойєрт володіє статком у 3 мільйони доларів та заробляла 500 000 доларів на рік на каналі Fox News.

### Речниця Державного департаменту США
24 квітня 2017 року Державний департамент США оголосив, що Гезер Нойєрт буде новою речницею Держдепартаменту. Гезер Нойєрт провела свою першу прес-конференцію 6 червня 2017 року.
Підтримала українського режисера Олега Сенцова, незаконно ув'язненого у Росії.

## Особисте життя
Гезер Нойєрт у шлюбі з 2000 року. Її чоловік Скотт Норбі — інвестиційний банкір Morgan Stanley з 2014 року. До цього працював у UBS Investment Bank та Goldman Sachs. У подружжя є двоє синів — Пітер Раймон Норбі (нар. 2009) та Ґейдж Вільям Норбі (нар. 2010).

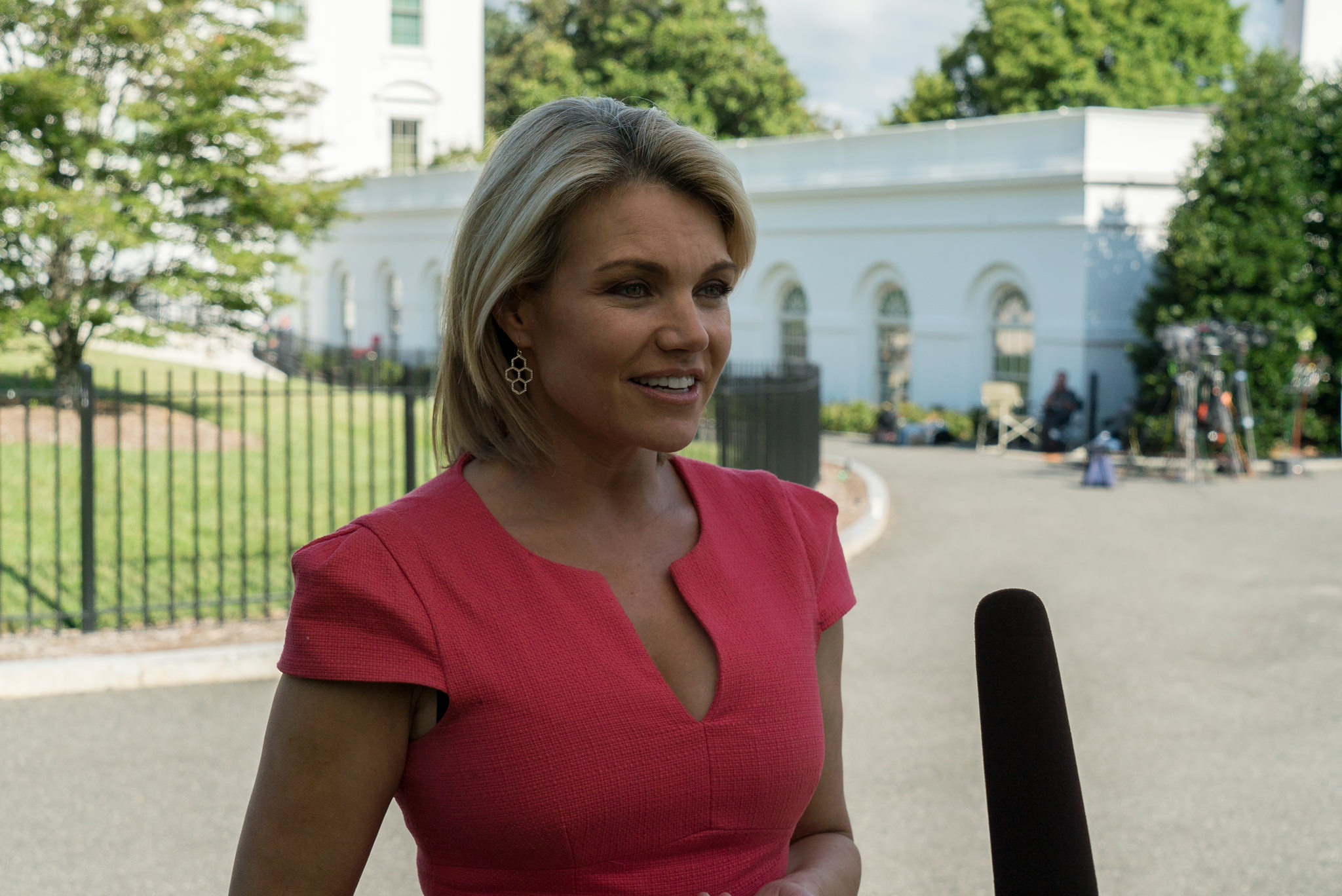
Речниця Державного департаменту США Гезер Нойєрт. 25 липня 2017